# Breguet Br 941
Il Breguet Br 941 era un quadrimotore turboelica da trasporto tattico ad ala alta con capacità STOL sviluppato dall'azienda aeronautica francese Breguet nei primi anni sessanta.
Benché ampiamente apprezzato non riuscì ad ottenere sostanziosi contratti di fornitura venendo realizzato in soli quattro esemplari, prototipo escluso, che entrarono in servizio nell'Armée de l'air, l'aeronautica militare francese.

## Storia del progetto
Tra la fine degli anni quaranta e l'inizio dei cinquanta, il pioniere dell'aviazione francese Louis Charles Breguet concepì un velivolo STOL, acronimo che definisce un aereo in grado di decollare ed atterrare su una distanza ridotta. Breguet applicò a questo velivolo una nuova tecnologia che definì "l'aile soufflée", ovvero "ala soffiata", in cui il notevole flusso di aria generato dalle eliche sovradimensionate investiva l'ala ed i flap a "tenda veneziana" (dalla forma che ricordava quella delle stecche dell'omonima tendina) permettendo di raggiungere un valore di portanza notevolmente superiore a quello ottenibile con soluzioni fino ad allora normalmente utilizzate.
Un primo prototipo sperimentale, alimentato da quattro motori turboelica Turbomeca Turmo, identificato dall'azienda Br 940, fu portato in volo per la prima volta il 21 maggio 1958 presso la Base aérienne 107 Villacoublay, base aerea sede di un reparto da trasporto dell'Armée de l'air. Questo prototipo venne utilizzato per dimostrare la capacità di decollo-atterraggio su piste brevi. In seguito venne prodotto in serie il Breguet Br 941 che volò per la prima volta il 1º giugno 1961.
Per l'Armée de l'air venne in seguito sviluppato un modello differente, denominato Breguet Br 941S, che era dotato di motori più potenti ed un portellone modificato in modo tale da permettere il rilascio in aria degli equipaggiamenti trasportati.

## Impiego operativo
Il prototipo del 941 venne analizzato sia in Francia sia negli Stati Uniti, dove era conosciuto come McDonnell 188. Il McDonnell 188 venne tenuto in considerazione sia dalla NASA che dalla US Air Force, ma tuttavia non sopraggiunse nessun ordine da queste.
I quattro Br 941S entrarono in servizio in Francia nel 1967, e rimasero in servizio fino al 1974.

## Varianti

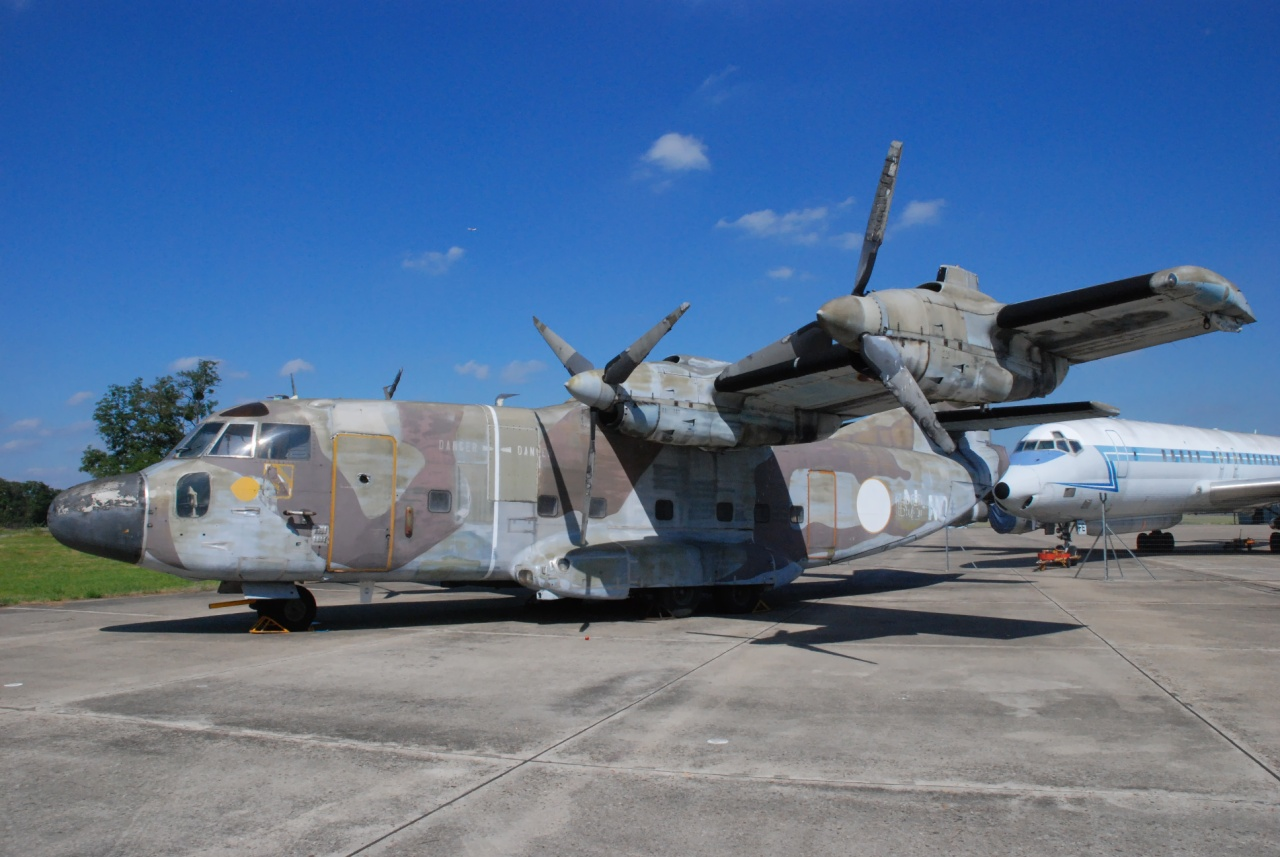
Breguet Br 941S conservato al Museo dell'aria e dello spazio di Le Bourget.

Br 940
Prototipo sviluppato solo a fine dimostrativo, ne venne prodotto solamente uno.
Br 941
Prototipo del progetto con capacità di carico, anche di questo ne venne prodotto solo un esemplare.
Br 941S
Modello costruito per l'Armée de l'air, ne vennero prodotti quattro.

## Utilizzatori
Francia
- Armée de l'air